# Drei Schwedinnen auf der Reeperbahn
Drei Schwedinnen auf der Reeperbahn ist ein deutsches Sex- und Filmlustspiel von Walter Boos.

## Handlung
Drei Schüler und drei Schülerinnen reisen aus der Einöde nahe Hamburg, in der ihr Internat liegt, in die Elbmetropole, um dort auf der sündigen Meile und im Amüsierviertel von St. Pauli etwas zu erleben. Die drei Mädels sind Schwedinnen, und eine von ihnen, die hübsche Lil, hat es sich in den Kopf gesetzt, ihren Lieblingslehrer Dr. Heilmann zu verführen. Der ist gerade zu Besuch bei seiner blonden Freundin Inga. Derweil schlendern Kirsten und Moni, die beiden anderen Mädels, über die Reeperbahn, die für die jungen Damen Aufregung und „große weite Welt“ verheißt. Eine Schlafstätte haben die drei Schwedinnen bei Kirstens Cousine Rita gefunden, die in Hamburg angeblich als Sekretärin bei einer schwedischen Im- und Exportfirma arbeitet. Doch für eine Sekretärin lebt Rita erstaunlich luxuriös und verfügt über eine ebensolche Wohnung. Niemand ahnt zunächst, dass die gut gewachsene Blondine als Callgirl für besonders betuchte Kundschaft arbeitet und sich einflussreichen Männern, darunter auch einem wichtigen Politiker, anbietet.
Pit, Dicki und Atze, die deutschen Mitschüler der drei attraktiven Schwedinnen, wollen sich auf der sündigen Meile ihre jungfräulichen Hörner abstoßen, haben sie doch bislang keinen Stich bei der Damenwelt gemacht. Pit hat es sich in den Kopf gesetzt, Lil, in die er verliebt ist, zu erobern und versucht daher, seine Angebetete davon abzuhalten, sich mit Heilmann einzulassen. Doch die will zunächst nichts von ihrem Mitschüler wissen und gibt sich in ihrer Vernarrtheit Tagträumen hin. Darin sieht sie sich mit Heilmann mitten im schwärzesten Afrika, umgeben von Eingeborenen im Lendenschurz, einen sinnlichen Tanz vorführen … und das nur, weil man soeben im Erdkundeunterricht Kenia durchgenommen hatte. Das Unglück will es, dass der tollpatschige Nerd Dicki stets einem Matrosen bei seinen Abenteuern auf St. Pauli in die Quere kommt. Kirsten und Moni werden in einer Nachtbar abgezockt und müssen, um wieder an Geld zu kommen, vor einem Hamburger Senator blankziehen. Bald führen alle Handlungsstränge zusammen, und Pit bekommt seine Lil. Dicki und Atze, Kirsten und Moni beginnen sich füreinander zu interessieren.

## Produktionsnotizen
Der nach Drei Schwedinnen in Oberbayern (1977) und Hurra, die Schwedinnen sind da (1978) letzte der drei Schwedinnen-Filme aus der Lisa-Film-Produktion von Karl Spiehs wurde zwischen dem 11. März und dem 26. April 1980 in Hamburg sowie (für insgesamt rund vier Minuten Film im Rahmen der Tagtraumsequenzen) in Kenia gedreht. Die Uraufführung fand am 8. August 1980 statt.
Die Produktionsleitung hatte Otto W. Retzer. Rolf Albrecht sorgte für die Ausstattung und entwarf die Kostüme.

## Kritik
„Äußerst schlampig gemachter und alberner ‚Unterhaltungsfilm‘, der kein Klischee ausläßt.“